# Смоляне (Амурська область)
Смоляне (рос. Смоляное) — село у Ромненському районі Амурської області Російської Федерації. Розташоване на території українського історичного та етнічного краю Зелений Клин.
Входить до складу муніципального утворення Чергалинська сільрада. Населення становить 124 особи (2018).

## Історія
З 20 жовтня 1932 року входить до складу новоутвореної Амурської області. З 1 лютого 1963 року — у складі Ромненського району.
З 1 січня 2006 року входить до складу муніципального утворення Чергалинська сільрада.